# Augusta, Arkansas
Augusta là một thành phố thuộc quận Woodruff, tiểu bang Arkansas, Hoa Kỳ. Năm 2010, dân số của thành phố này là 2199 người.

## Dân số
- Dân số năm 2000: 2665 người.
- Dân số năm 2010: 2199 người.